# 張籌
張 籌（ちょう ちゅう、生没年不詳）は、明初の官僚。字は惟中。本貫は常州無錫県。

## 生涯
張翼の子として生まれた。元末に江浙省試で首席の成績を挙げた。1371年（洪武4年）、詹同の推薦により、翰林院応奉に任じられ、礼部主事に転じた。洪武帝の命を受けて礼部尚書の陶凱とともに漢唐以来の藩王の事跡を『帰鑑録』に編纂した。1373年（洪武6年）、広東参政となった。1376年（洪武9年）、礼部員外郎から礼部尚書に進み、学士の宋濂とともに諸王妃の喪服の制を定めた。張籌は歴代の礼楽儀制の沿革を暗記していたが、附会が多かった。社稷を合わせて一壇とし、句龍の祭祀を廃止し、神の配偶者の位を剥奪し、洪武帝の父の朱五四を合祀し、社稷と郊廟の祭祀を上祀に並列したので、識者に非難された。ほどなく湖広参政として出向した。1377年（洪武10年）、事件に連座して労役刑を科された。1379年（洪武12年）4月、礼部員外郎として起用された。9月、再び礼部尚書となった。ほどなく事件のため免官された。